# غالوب
مؤسّسة غالوب (بالإنجليزية: Gallup، Inc)‏ هي شركة تحليلات واستشارات أمريكية تتخذُ من واشنطن العاصمة مقرًا لها. أسَّسَ المؤسسة جورج غالوب عام 1935 وأصبحت الشركة معروفة باستطلاعاتِ الرأي العام التي تُجريها في جميع أنحاء العالم. حولت غالوب ابتداءً من الثمانينيات أعمالها للتركيز على توفير التحليلات والاستشارات الإدارية للمؤسسات على مستوى العالم. بالإضافة إلى التحليلات والاستشارات الإدارية واستطلاعات الرأي، تقدم الشركة أيضًا الاستشارات التعليمية وكتب الأعمال والإدارة التي تنشرها وحدة غالوب برِس التابعة لها.

## المنظمة
مؤسّسة غالوب هي شركة خاصة تتخذُ من مبنى غالوب واشنطن العاصمة مقرًا لها. لدى المؤسسة ما بين 30 حتى 40 مكتبًا على مستوى العالم بما في ذلك مكاتب في حرم غالوب ريفرفرونت في أوماها نبراسكا كما تُوظّف الشركة حوالي 2000 موظف، فيما يرأسُ المؤسسة جيم كليفتون الذي هو رئيس مجلس الإدارة والرئيس التنفيذي للشركة في الوقت ذاته. ليس لمؤسسة غالوب أيُّ ارتباطٍ مع مؤسسة غالوب الدوليّة التي تنشطُ في سويسرا. رفعت مؤسسة غالوب دعوى قضائية ضد مؤسسة غالوب الدوليّة ومنظمات أخرى بسبب الاستخدام غير المصرح به لاسم غالوب.

## التاريخ

### التاريخ المبكر

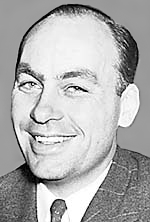
جورج غالوب (1901 – 1984) مؤسس الشركة عام 1935

أسس جورج غالوب (1901 – 1984) المعهد الأمريكي للرأي العام (بالإنجليزية: American Institute of Public Opinion)‏ – الذي يُعتبر اللبنة الأساس لمؤسّسة غالوب – في برينستون بنيو جيرسي عام 1935. حاول غالوب جعل استطلاعاتِ الرأي لشركته عادلة من خلال أخذ عيّناتٍ من ممثلي الناخبين في كل ولاية، كما رفض إجراء استطلاعاتٍ بتكليف من منظمات أو أحزابٍ مثل الحزبين الجمهوري والديمقراطي. تنبأ غالوب عام 1936 بأن فرانكلين روزفلت سيهزم ألفريد لاندون في السباق على رئاسة الولايات المتحدة. ساهمَ هذا التوقّع الصحيح والمفاجئ من صاحبِ الخمسة وثلاثين سنة في شهرة شركته التي سُرعان ما أصبحت رائدة في استطلاعات الرأي الأمريكية. بدأت مؤسسة غالوب عام 1938 في إجراء أبحاث السوق لشركات الإعلان وصُنَّاع الأفلام، ثمّ أنشأت بحلول عام 1948 منظمات استطلاع رأي تابعةٍ لها في اثني عشر دولة أخرى وهو ما ساهمَ في شهرتها عالميًا. إلى أن تشكَّلت منظمة غالوب الحديثة عام 1958 عندما جمع جورج غالوب جميع شركاته ومنظماته الناشطة في مجال استطلاعات الرأي تحتَ منظمة واحدة حملت اسمه.

### التاريخ الحديث
تُوفيَّ جورج غالوب عام 1984، وبعد أربع سنواتٍ فقط من وفاته باعت عائلته الشركة مقابل سعرٍ لم يُكشف عنه لشركة سيليكشن ريسيرش إنكوربوريتد (بالإنجليزية: Selection Research Incorporated)‏ وهي شركة أبحاثٍ كانت تتخذُ من أوماها في نبراسكا مقرًا لها. رغم إبرامِ الصفقة إلّا أن عائلة غالوب استمرت في العمل مع الشركة الجديدة – التي استحوذت على مؤسسة غالوب – حيثُ احتفظ ابني جورج غالوب وهما جورج غالوب جونيور وأليك غالوب بمنصبهما كرئيسين مشاركين ومديريْن. أسَّس الأول (1930 – 2011) مؤسسة جورج إتش غالوب (بالإنجليزية: George H. Gallup Foundation)‏ غير الربحية كجزءٍ من اتفاقية الاستحواذ، فيما واصلت سيليكشن ريسيرش إنكوربوريتد – وهي الشركة التي تأسست عام 1969 على يدِ عالم النفس دون كليفتون – تركيزها على أبحاث السوق وقد ساهمَ حصولها على اسم غالوب في منحها المزيد من المصداقية ومعدلات استجابة أعلى لاستطلاعاتها.
على الرغمِ من بيع المؤسسة لسيليكشن ريسيرش إنكوربوريتد فقد بنت غالوب لنفسها مكانة كشركة استشارات بحثية وإدارية تعملُ مع باقي الشركات لتحديد ومعالجة المشكلات مع الموظفين وعملائهم. واصلت غالوب تقديم تقارير عن استطلاعات الرأي العامة التي تقوم بها وقد ولَّد لها هذا نسبة لا بأس بها من الإيرادات التي ساعدت المؤسسة في الحفاظ على رؤيتها وحتى استقلاليتها إلى حدٍ ما. طوَّرت غالوب في التسعينيات مجموعة من 12 سؤالًا أطلقت عليها اسم كيو 12 (بالإنجليزية: Q12)‏ لمساعدة الشركات على قياس مشاركة الموظفين، كما دخلت المؤسسة في شراكاتٍ لإجراء استطلاعاتِ رأي لصالحِ يو إس إيه توداي وسي إن إن. نشر محللو المؤسسة عام 1999 كتاب أولا، اكسر كل القواعد وهو الكتاب الذي حقَّق شهرة كبيرة وأصبح في وقتٍ ما الكتاب الأكثر مبيعًا في فئة الكتب من نوعه، بل رجّحت مجلة فورتين سمال بيزنيس أن نجاح الكتاب عزز الأعمال الاستشارية لمؤسسة غالوب.
توقعت مؤسسة غالوب عام 2012 بشكلٍ غير صحيحٍ فوز ميت رومني في الانتخابات الرئاسية الأمريكية. أمضت غالوب بعد إعلان نتائج الانتخابات – التي فاز بها باراك أوباما – ستة أشهرٍ في مراجعة منهجيتها وخلصت إلى أن منهجيتها معيبة لأنها أجرت عددًا قليلاً جدًا من المكالمات الهاتفية لاستطلاع الرأي في بعض المناطق كما بالغت في تقدير تصويت العرق الأبيض فضلًا عن اعتمادها على أرقام الهواتف الأرضية في اتصالات الاستطلاع وهي الهواتف التي يستعملها الجيل القديم في الغالب. توصّلت وزارة العدل الأمريكية ومؤسسة غالوب في تموز/يوليو 2013 إلى تسويةٍ بقيمة 10.5 مليون دولار بناءً على مزاعم بأن الشركة انتهكت قانون المزاعم أو الادعاءات الكاذبة وقانون نزاهة عمليات الشراء. زعمت الشكوى أن غالوب بالغت في تقدير ساعات عملها في مقترحاتٍ مقدمة إلى وزارة الخارجية ودار سك العملة بشأن العقود وأوامر المهام التي ستُمنح دون منافسة بحيثُ زعمت وزارة العدل أن الوكالات مُنحت العقود وأوامر المهام بأسعار متضخمة كاذبة. حلَّت التسوية المُبرَمة أيضًا مزاعم بأن مؤسسة غالوب انخرطت في مفاوضات توظيف غير لائقة مع مسؤول بالوكالة الفيدرالية لإدارة الطوارئ.
عانت المؤسسة من عدّة قضايا في المحاكم، حيثُ قدم مايكل ليندلي وهو موظفٌ سابقٌ في غالوب شكوى ضدها بموجب قانون الادعاءات الكاذبة فحصل على ما يقربُ من مليونَيْ دولار جرّاء التسوية التي لم ينتج عنها لا مقاضاة ولا تحديد للمسؤولية. قررت غالوب عدم إجراء أيّ استطلاعات رأي في الرئاسيات الأمريكية لعام 2016 وذلك بغرضِ التركيز في أعمالها الاستشارية. قال مسؤولو غالوب إنَّ استطلاعات رأيها قد تكون دقيقة خلال الانتخابات لكن الشركة قررت إعادة تخصيص مواردها في أمور أخرى، وهو ما أكّده فرانك نيوبورت رئيس تحرير المؤسس لصحيفة واشنطن بوست حيث وضَّح أن غالوب شعرت أن استطلاع الرأي العام بشأن قضايا أخرى غير الانتخابات هو استخدامٌ أفضل للموارد.

## استطلاعات الرأي

### غالوب لاستطلاعات الراي
غالوب لاستطلاعات الرأي (بالإنجليزية: Gallup Poll)‏ هو قسمٌ من مؤسسة غالوب يجري بانتظامٍ استطلاعات الرأي العام. تُنشر نتائج استطلاعات الرأي والتحليلات ومقاطع الفيديو الخاصة بغالوب يوميًا في شكل أخبارٍ تعتمدُ على البيانات. تُكبّد استطلاعات الرأي الشركة خسائر مالية تبلغُ حوالي 10 ملايين دولار سنويًا ولكنه يمنحها علامة تجارية ويُساهم في شهرتها مما يُساعد على تعزيز أبحاث الشركات الخاصّة بها. قامت غالوب لاستطلاعات الرأي تاريخيًا بقياس وتتبع مواقف الجمهور فيما يتعلق بالقضايا السياسية والاجتماعية والاقتصادية بما في ذلك الموضوعات الحسَّاسة أو المثيرة للجدل.

### منهجية غالوب
ترتكزُ منهجيّة غالوب في استطلاعات الرأي اليوميّة على نوعين: المسح السياسي والاقتصادي داخل الولايات المتحدة ومؤشّر الصحة والرفاه. تُجري غالوب في كلا الاستطلاعين 500 مقابلة في جميع أنحاء الولايات المتحدة يوميًا (بمعدل 350 يومًا في العام) بحيث تتمُّ هذه الاستطلاعات بنسبة 70% عبر الهواتف المحمولة و30% عبر الخطوط الأرضية. تعتمدُ منهجية غالوب في استطلاعات رأيها على المُستطلَعين مباشرة وعلى استطلاع رأي مُلَّاك أرقام هواتفٍ مختارة بشكل عشوائيّ كما تعتمدُ على استراتيجيّة تكرار الاتصال للوصول لرأي الذين لم يستجيبوا في المحاولة الأولى، فضلًا عن اعتمادها على قائمة أرقام عشوائية في استطلاعِ آرائهم حول موضوعٍ ما، ومع ذلك فقد تعتمدُ المؤسسة على أرقام هواتف غير مدرجة في القائمة العشوائيّة حسب نظام الكمبيوتر الذي تعتمد عليه في جمع وترتيب تلك الأرقام.
داخل كل أسرةٍ يُتصَل بها عبر الهاتف الأرضي، يبحثُ موظّفي غالوب عن استطلاع رأي شخصٍ بالغٍ (فوق الثمانية عشر سنة) أو البالغ في الأسرة الذي سيحتفلُ بعيد ميلاده تاليًا. لا تعتمدُ غالوب على نفس هذه الإجراءات حين استطلاع أصحاب الهواتف المحمولة على اعتبار أنها مرتبطة بفردٍ واحدٍ على عكس أرقام الهواتف الأرضيّة المرتبطة عادةً بأسرة بالكامل. تُوفّر غالوب أيضًا خدمة استطلاعات رأي باللغة الإسبانية للناطقين بهذه اللغة في مختلف الولايات الأمريكية كما تُجري استطلاعات في ألاسكا وهاواي. بعد أن تقوم غالوب بجمع بيانات المسح ومعالجتها، تُعطي لكل فئة في منقطة معيّنة «رقمًا محددًا» على حسبِ عدد سكّان المنطقة وبالتالي نسبة تأثيرهم في الموضوع الذي استُطلعوا فيه. تعتمدُ غالوب في تحديدها للرقمِ لكلّ منطقة على عدّة معايير بما في ذلك التعداد السكّاني والعرق والعمر والتحصيل التعليمي للساكنة.

### صحّة الاستطلاعات
توقّعت مؤسسة غالوب من عام 1936 وحتى عام 2008 الفائز في الانتخابات الرئاسية بشكلٍ صحيحٍ مع استثناءات ملحوظة في الانتخابات الرئاسية الأمريكية لعام 1948 حيث توقّعت غالوب وجميع استطلاعات الرأي تقريبًا فوز توماس ديوي لكنّ هاري ترومان خالف كلّ التوقعات محقّقا فوزًا مفاجئًا في تلك العمليّة الانتخابية. الأمر ذاته تكرّر في الانتخابات الرئاسية لعام 1976 حينما توقّعت المؤسسة حسب استطلاعات الرأي الكثيرة والمتعددة التي أجرتها فوز جيرالد فورد بفارقٍ ضئيلٍ على منافسه جيمي كارتر لكنّ الأخير حسمها لصالحه. توقّعت مؤسسة غالوب في الانتخابات الرئاسية الأمريكية لعام 2008 الفائز بشكل صحيح لكنها حصلت على المرتبة 17 من أصل 23 منظمة استطلاع آراء من حيثُ دقة الاستطلاعات قُبيل إعلان النتائج النهائية.
أظهر استطلاع غالوب الانتخابي لعام 2012 أن ميت رومني سيحصدُ ما نسبته 49% فيما سيحصدُ باراك أوباما ما نسبته 48% لكنّ نتائج الانتخابات النهائية أظهرت تفوق الأخير الذي حصد ما نسبته 51.1% مقابل 47.2% لرومني. وجد مُحلّل الاستطلاعات المعروف نيت سيلفر أن نتائج غالوب كانت الأقل دقة من بين 23 شركة استطلاعات رئيسية. رد فرانك نيوبورت رئيس تحرير غالوب على الانتقادات بالقولِ إنّ المؤسسة تقومُ ببساطة بتقدير التصويت الشعبي الوطني بدلاً من توقع الفائز وأن استطلاعها النهائي كان ضمنَ هامش الخطأ الإحصائي، كما انتقد نيوبورت المحللين مثل سيلفر الذين يجمعون ويحللون استطلاعات الرأي للآخرين مُشيرًا إلى أنه من الأسهل تجميع وتحليل استطلاعات الآخرين.
انتقد محلل الاستطلاعات مارك بلومنتال عام 2012 مؤسّسة غالوب بسبب ما يُعرف بالرقم المحدد سلفًا – وهو الرقم الذي تضعهُ المؤسسة لكل منطقة بناءً على عددٍ من العوامل – حيثُ أكّد على أن غالوب اعتمدت على رقمٍ غير صحيحٍ فيما يخصُّ الأمريكيين السود والأمريكيين من أصل لاتيني وهو ما تسبّب في حدوث أخطاء في نتيجتها النهائيّة لاستطلاعات الرأي التي لم تُرجح كفّة أوباما مع أنه هو من فاز في السباق الانتخابي. أثنى بلومنتال في الوقت نفسه على مؤسسة غالوب لالتزامها الرائع بالشفافية كما قال مقترحًا على شركات استطلاع الرأي الأخرى أن تكشفَ عن بياناتها الأولية ومنهجياتها مثلما فعلت غالوب.
كانت دقة استطلاعات رأي غالوب عام 2013 حول العقيدة الدينية موضع تساؤل، حيث أفرز استطلاع غالوب حول التدين في الولايات المتحدة نتائج مختلفة نوعًا ما عن الدراسات الأخرى حول القضايا الدينية بما في ذلك دراسة أجراها مركزُ بيو للأبحاث عام 2012، والتي وجدت أن أولئك الذين يفتقرون إلى الانتماء الديني كانوا سريعي النموّ في الولايات المتحدة على عكسِ ما خصلت إليه غالوب. نشرت صحيفة وول ستريت جورنال عام 2016 مقارنة لنتائج استطلاعات رأي مؤسسة غالوب حول البطالة مع النتائج الصادرة عن مكتب الولايات المتحدة لإحصائيات العمل من 2010 إلى 2016، حيثُ وجدت الصحيفة أن هناك نوعًا من التطابق في الأرقام وهو ما يُشير إلى أن منهجية المؤسسة وأسلوبها المتبع في عمل هكذا استطلاعات تقديريّة يتفقُ مع ما تأتي بهِ الوكالات الحكومية.

### استطلاع غالوب العالمي
بدأت غالوب عام 2005 استطلاعها العالمي والذي يقوم باستمرارٍ بإجراء مسح للمواطنين في 160 دولة يُمثّلون أكثر من 98% من السكان البالغين في العالم. يتكون استطلاع غالوب العالمي من أكثر من 100 سؤال حول قضايا عالميّة بالإضافة إلى عناصر خاصة بالمنطقة المعنية بالاستطلاع. تشملُ استطلاعات مؤسسة غالوب العالمية المؤشرات التالية: القانون والنظام، والغذاء والمأوى، والمؤسسات والبنية التحتية ط والوظائف الجيدة، والرفاهية. تعملُ غالوب أيضًا مع المنظمات والحكومات لإنشاء فهارس مخصصة لجمع المعلومات حول مواضيع محددة ذات أهمية معيّنة. 
منهجية الاستطلاع
تعتمدُ غالوب في منهجيّتها الخاصة باستطلاعات الرأي العالمية على استطلاع آراء ما يقربُ من 1,000 من سكان كل دولة حيثُ تستهدف المؤسسة جميع السكان المدنيين الذين تبلغ أعمارهم 15 عامًا فأكثر. تطلبُ غالوب من كل مستطلعٍ أن يُجيب على أسئلة الاستطلاع بلغته الخاصة ثمّ تجمعُ النتائج التي تكون في العادة قابلة للمقارنة إحصائيًا. تستخدم مؤسسة غالوب الاستطلاعات الهاتفية في البلدان التي تمثل فيها تغطية الهاتف 80% على الأقل فيما تعتمدُ على المقابلات وجهًا لوجه في باقي الدول.

## الخدمات
اشتهرت غالوب بفضل خدمة غالوب لاستطلاعات الرأي، لكنّ الشركة تُوفّر عددًا من الخدمات الأخرى على غِرار الخدمات الاستشارية البحثية والإدارية والتي تشملُ خدمتها المعروفة باسمِ كيو 12 (بالإنجليزية: Q12)‏ وكيفتون سترانث (بالإنجليزية: CliftonSt Strengths)‏. تتعلق الخدمة الأولى باستطلاعِ آراء الموظّفين في شركةٍ ما عبر طرح اثني عشر سؤالًا حول مكان عملهم وزملائهم في العمل والإدارة وذلك لمساعدة المديرين والمؤسسات على تحسين الإنتاجية، فيما تتعلق الخدمة الثانية باختبارٍ لتقييم الشخصية عبر الإنترنت حيث يُجيب المستطلَع على 34 سؤالًا وتُحدَّد شخصيته من خلال أجوبته. تقدم مؤسسة غالوب استشاراتٍ أيضًا للمدارس وللأنظمة المدرسية للتركيز على نقاط القوة وزيادة المشاركة، حيث تُدير الشركة استطلاع غالوب للطلاب في الولايات المتحدة والذي يقيس النجاح بناءً على عددٍ من العوامل بما في ذلك المشاركة ونسبة الرفاهية.

## غالوب برس
نشر قسم مؤسسة غالوب المختصّ في الكتابة والنشر والذي يحملُ اسم غالوب برس (بالإنجليزية: Gallup Press)‏ ما يقرب من 30 كتابًا عن الأعمال التجارية والموضوعات المتعلقة بالرفاهية الشخصية. هذه قائمةٌ صغيرةٌ بأبرز الأعمال التي أصدرها قسمُ غالوب برس:
- أولاً: اكسر كلّ القواعد (بالإنجليزية: First, Break All the Rules)‏.[27]
- ما مدى امتلاء دلوك؟ (بالإنجليزية: How Full Is Your Bucket?)‏ وهو كتابٌ من تأليف توم راث كبير الباحثين في مؤسسة غالوب،[62] وجده دون كليفتون مؤسس سيليكشن ريسيرش إنكوربوريتد.[63][64]
- اكتشف نقاط قوتك الآن (بالإنجليزية: Now, Discover Your Strengths)‏ الذي يعد من بين أفضل 20 كتابًا من حيثُ عدد المبيعات على أمازون اعتبارًا من عام 2017.[65][66]